# Love the Way You Lie
«Love the Way You Lie» (с англ. — «Мне нравится, как ты лжёшь») — песня американского рэпера Эминема, записанная при участии барбадосской певицы Рианны, и второй сингл его седьмого студийного альбома Recovery, выпущенный в июне 2010 года лейблами Shady Records, Interscope Records и Aftermath Entertainment. Американская певица и автор песен Скайлар Грей написала и записала демозапись композиции в 2009 году вместе с продюсером Alex da Kid в тот момент, когда чувствовала, что находится в «абьюзивных романтических отношениях с музыкальной индустрией». Услышав её, Эминем написал куплеты и пригласил Рианну для исполнения припева. К сотрудничеству музыкантов подтолкнул опыт в сложных романтических отношениях. Сессии записи проходили в Ферндейле и Дублине. Композиция, записанная под гитару, фортепиано и скрипку, представляет собой хип-хоп балладу о двух влюблённых, которые не хотят расставаться даже несмотря на тяжёлые отношения с насилием.
Песня получила положительные отзывы от слушателей и музыкальных критиков, которые высоко оценили мелодию, тематику и пронзительность текста. С этой песней Эминем выступал на E3 2010, MTV Video Music Awards 2010 и различных музыкальных фестивалях. В августе 2010 года вышел видеоклип с участием Меган Фокс и Доминика Монагана, снятый клипмейкером Джозефом Каном. Видео было неоднозначно воспринято критиками из-за сцен домашнего насилия. Кроме того, журналисты выдвинули теорию, что в песне и сопровождающем её клипе имеются отсылки на тяжёлые отношения Эминема и Рианны с их бывшими возлюбленными.
Критики назвали «Love the Way You Lie» одной из лучших песен как 2010 года, так и в карьере Эминема. Она выиграла множество наград и получила пять номинаций на «Грэмми». Трек в течение семи недель возглавлял несколько чартов, включая Billboard Hot 100. Сингл разошёлся тиражом в 12 миллионов экземпляров в США и полтора миллиона в Великобритании. Шер Ллойд и The Band Perry записывали свои кавер-версии на песню. Позднее Рианна утверждала, что затронутая тема домашнего насилия, о которой «многие люди не имеют представления», — это то, что делает песню «впечатляющей». В том же 2010 году песня получила «продолжение» — «Love the Way You Lie (Part II)», вышедшее в альбоме Рианны Loud.

## Предыстория и написание
Написание «Love the Way You Lie» началось в конце 2009 года, когда певица Холли Хаферманн проживала в Бендоне, штат Орегон, и писала авторские песни. Позже она переехала в Нью-Йорк, взяла псевдоним Скайлар Грей и посетила Universal Music Group, чтобы попросить помощи в продвижении своей работы; исполнительный директор UMG Дженнифер Блейкман предложила ей поработать с Alex da Kid. Продюсер отправил Грей свой бит по электронной почте, и она бездумно пропела свой текст к мелодии и отправила её обратно. Она рассказала газете Los Angeles Times о своих «абьюзивных отношениях с музыкальной индустрией»: «Я так сильно люблю это, и я отдаю этому всё, что у меня есть, но это меня подавляет». Эта идея вдохновила её на написание «Love the Way You Lie», которую она создавала как «альтернативный поп-песню» для себя. Она написала припев всего за пятнадцать минут и записала вокал для демозаписи от Alex da Kid.
В начале 2010 года Alex da Kid отправил старшему директору Shady Records Риго Моралесу несколько битов. Моралесу они понравились, и тот отправил их Эминему, который продолжал работать с новыми продюсерами во время записи Recovery. Впечатлённый музыкой Alex da Kid, Эминем попросил включить ещё несколько битов продюсера, и тот услышал «Love the Way You Lie». Выбрав композицию, рэпер сказал своему менеджеру Полу Розенбергу о желании поработать с барбадосской певицей Рианной. В интервью на радио Skyrock музыкант сказал, что «это один из тех треков, который, как мне казалось, могла исполнить только она». Розенберг отправил запись Рианне, которая согласилась принять участие «в последний момент». Эминем написал рэп-куплеты к песне.
Рианна говорила, что согласилась на участие в песне Эминема из-за того, что тематика была ей близка, так как у неё и Эминема были сложные отношения «по разные стороны стола», а также из-за симпатии к рэперу. Так, рэпер писал песни «Kim» и «’97 Bonnie & Clyde», в которых он убивает свою жену Кимберли Энн Скотт и вместе со своей дочерью избавляется от трупа. В 2001 году рэпер расторгнул брак с Ким, но в 2006 году они снова воссоединились на одиннадцать недель. Рианна встречалась с певцом Крисом Брауном, и их отношения закончились насилием со стороны Брауна. Рианна описывала «Love the Way You Lie» как «уникальную, реалистичную и глубокую песню, в которой Эминем разорвал порочный круг домашнего насилия», отметив также, что «люди в теме мало что знают».

## Запись и продюсирование
Создание «Love the Way You Lie» началось с минусовой фонограммы и мелодии для хука, которые спродюсировал Alex da Kid. Прежде чем добавлять живые инструменты, он часами занимается созданием лупов и ритма электронных барабанов. Ударные семплированы из живых записей. Alex da Kid записал для куплетов акустическую гитару при помощи микрофона Georg Neumann U87 и аудиоинтерфейса Avid Mbox. Во время студийной сессии он использовал выравнивание Waves RVerb и REQ на основной дорожке бочки и плагин MaxxBass на двух
Звукорежиссёр Майк Стрэндж записал и смикшировал вокал Эминема в студии Effigy Studios в Ферндейле, штат Мичиган за два дня. Стрэндж редактировал вокальную партию с помощью программного обеспечения для реверберации D-Verb и плагина Extra Long Delay. Он также решил внести немного изменений в мелодию, использовав сжатые компрессоры и консольную эквализацию. Для микширования Майк использовал Bricasti и Eventide Reverb 2016 для «более яркой» реверберации. В отличие от других песен Эминема, детройтский музыкант Луис Ресто не принимал участие в записи «Love the Way You Lie» — по словам звукорежиссёра, «всё, что нам нужно было, уже было в треке, кроме вокала». Через две-три недели после основных сессий записи Alex da Kid приехал в Мичиган для помощи с микшированием и мастерингом трека. Он также предложил заменить акустическую гитару, но Эминем предпочёл её оставить. Брат Майка, Джо Стрэндж, был звукоинженером.
Запись вокальной партии припева Рианны проходила в Дублине под управлением звукорежиссёра Маркуса Товара. Автор R’n’B-песен Макеба Риддик обеспечила дополнительное вокальное продюсирование. Стрэндж использовал эквализацию, компрессию и реверберацию для вокала певицы, но сохранил баланс. Рианна осталась довольна своим записанным вокалом и не вносила серьёзных изменений в свои семь стерео-вокальных мелодий.

## Композиция и тематика текста
«Love the Way You Lie» — хип-хоп баллада в стиле мидтемпо. Текст песни описывает пару, которая не хочет расставаться даже несмотря на конфликты, переходящие в насилие. Песня записана в тональности соль минор с темпом в 84 удара в минуту. Вокальный диапазон дуэта простирается от B♭3 до D5. Песня начинается с поп-припева Рианны под фортепиано:
Будешь стоять здесь и смотреть, как я горю?
Но все в порядке, мне нравится эта боль.

Будешь стоять и слушать мой крик?
Но все в порядке, мне нравится, как ты лжешь.Оригинальный текст (англ.)Just gonna stand there and watch me burn
But that's alright because I like the way it hurts.
Just gonna stand there and hear me cry
But that's alright because I love the way you lie
Припев придерживается последовательности аккордов Gm-E♭(add2)-B♭-F/A. Фрейзер Макэлпайн из BBC написал, что Рианна «испытывает горькое чувство, что ты заперт в клетке, созданной тобою же». Она поёт без вибрато, пульсирующего музыкального эффекта для придания выразительности. Дэвид Брауни из The New York Times отметил, что несмотря на это, в её голосе отчётливо слышны печаль и сожаление. После припева, Эминем «переходит на балладный рэп»: «I can't tell you what it really is / I can only tell you what it feels like». Куплеты придерживаются последовательности Gm-E♭(add2)B♭-Fsus/A. В куплетах рэпер сожалеет о прекращении абьюзивных и неудачных отношений, описывая взаимное насилие и выражая как нежность, так и гнев. Персонажи двух исполнителей показаны в романтических отношениях, когда он отвечает Рианне, завершая свой первый куплет словами: «I lay hands on her, I'll never stoop so low again, / I guess I don't know my own strength». Затем Рианна снова поёт припев, но под электрогитару и фортепиано.
Куплеты Эминема звучат под аккомпанемент акустической гитарой, скрипкой и барабанами. Текст переходит от обсуждения положительных аспектов любви к описанию насилия со стороны пары. Например, Эминем заявляет: «It's the rage that took over, it controls you both, so they say it's best to go your separate ways. Guess that they don't know ya, cause today that was yesterday». Сэди Дойл из The Atlantic интерпретировала эти слова как признание музыканта в том, что он оскорблял свою жену». Во втором куплете рэпер принимает результат после чувства сожаления: «Yesterday is over, it's a different day». Его разочарование только вырастает, и тот заявляет, что две личности могут столкнуться и опустошить друг друга, приводя аналогию на то, что происходит, когда торнадо сталкивается с вулканом. Описанные отношения ухудшаются, что приводит к домашнему насилию. Эминем признаётся о лжи в своих обещаниях, которые он даёт, и в конце песни заявляет: «If she ever tries to fuckin' leave again, I'ma tie her to the bed and set this house on fire», отсылая к тексту Рианны.

## Выход и критика
27 мая 2010 года Эминем раскрыл песню как пятнадцатый трек списка композиций Recovery, вышедшего 21 июня. Первоначально песня была радио-синглом, но позже лейбл Polydor Records выпустил её в Великобритании как CD-сингл 9 августа. 20 августа лейбл Interscope Records выпустил сингл в Германии. В августе 2022 года «Love the Way You Lie» вошла в сборник хитов Эминема Curtain Call 2.
«Love the Way You Lie» получила в основном положительные отзывы от критиков. Автор статьи на Rap-Up назвал её одной из четырёх лучших песен альбома. Журналист The New York Times Джон Караманика назвал «Love the Way You Lie» «одной из самых привлекательных песен Recovery» и крайне высоко оценил способность Эминема оценивать проблемы с точки зрения обоих полов. Джейсон Родригез из MTV отмечал, что трек перекликается с содержанием некоторых песен из предыдущих альбомов рэпера, но в отличие от них, он назвал «Love the Way You Lie» «трезвой» и «более взрослой». Он также добавил, что текст композиции содержит открытые отсылки на отношения Эминема с бывшей женой Кимберли Энн Скотт, и что «Love the Way You Lie» «более похожа на любовную песню». Редакторы из The A.V. Club сравнили сингл с «Kim» и «’97 Bonnie & Clyde» и отметили, что «Love the Way You Lie» «более сдержан», а участие Рианны создаёт «мрачноватое настроение».
Критики особенно высоко оценили вокалы исполнителей. Майкл Менахем из Billboard похвалил «изысканно мелодичное и удивительно обнадёживающее» вокальное исполнение и «мрачный и интроспективный» речитатив Эминема. Он также отметил, что перкуссия дополняет обоих артистов, а Alex da Kid придал классической аранжировке «мейнстримный оттенок». Кайл Андерсон из MTV отметил эмоциональный вокал Рианны и «насыщенные рифмы Эминема о бурных отношениях». Он назвал «Love the Way You Lie» «честной, хорошо сконструированной поп-песней с убийственным хуком» и сравнил «медленно горящую» мелодию с синглом Адель «Someone like You». Критик из The Houston Chronicle Джоуи Герра отметил, что Рианна привнесла в трек «наждачку и шелковый блеск».

### Затронутые темы и анализ песни

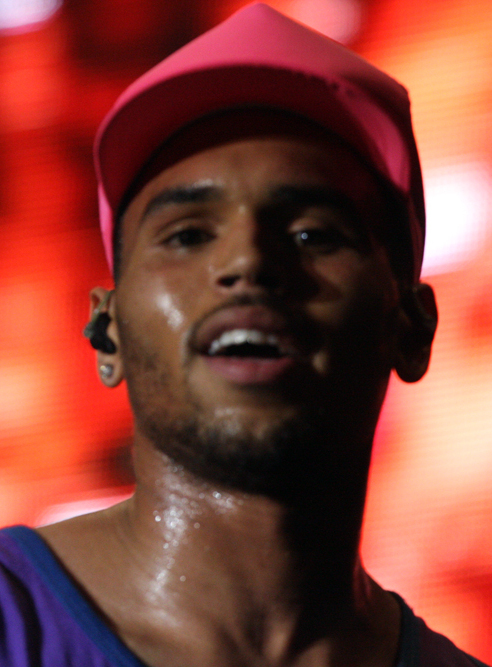
Некоторые критики отмечали, что в тексте песни имеются отсылки на отношения между Рианной и Крисом Брауном

Критики отмечали, что в тексте песни имеется послание. Кайл Андерсон отмечал довольно мрачную тему, а Ник Левин из Digital Spy, Элли Таунсенд из Time и Джоселин Новек из Associated Press предположили, что на песню повлияли отношения артистов. Левин присвоил композиции четыре звезды из пяти. По словам Эрика Хейдена из The Atlantic, песня рассказывает о паре алкоголиков, что, вероятно, является отсылкой на отношения Рианны с Крисом Брауном. Фрейзер Макалфайн из BBC также оценил песню на четыре звезды из пяти — по его словам, песня не была бы эффектной, если бы в ней была представлена только точка зрения Эминема и чувства сожаления. Он написал, что Рианна показывает противоположную сторону отношений, демонстрирует «правильное повествование» и «посылает сообщение» из-за её тяжёлого расставания с Брауном. Таким образом, песня изображает «более реалистичные отношения, связанные с насилием, и может использоваться в кампании по защите женщин». Он также похвалил Эминема за точность и его понимание затронутой темы. Уинстон Роббинс из Consequence of Sound отметил остроту песни, а также тему неверности и насилия.
Однако встречались и критические отзывы касаемо затронутой темы отношений. Так, Дженни Маккартни из The Telegraph отвергла какие-либо метафоры в припеве и сочла тему песни «чрезмерно раздутой». Она не согласилась с положительными рецензиями со стороны музыкальных журналистов, утверждая, что женщины принимают абьюзивные отношения по более серьёзным причинам, таким как семейные и финансовые проблемы и беспомощность, а не сексуальное и эмоциональное удовольствие. В статье NPR писательница Мора Джонстон отметила, что в песне Рианна показана как «объект насилия» со стороны Эминема. Нью-йоркский радиоведущий Джей Смут отметил, что если «Эминем исследует психику насильника с почти пугающей глубиной и деталями», то точка зрения Рианны преуменьшается и не раскрывается полностью. Джонстон и Смут также отметили, что подобный дисбаланс является распространённой проблемой в популярных музыкальных дуэтах. По мнению Сэди Дойл, хоть «Love the Way You Lie» является одним из самых трогательных песен Эминема и вызывает раскаяние, это никак не компенсирует его ранние «женоненавистнические» песни, полные ненависти. Новек усомнился в содержании текста песни, задав в своей статье несколько вопросов: «Является ли песня трактатом против домашнего насилия, или это его безответственное прославление? Или это что-то усреднённое?».
Исполнительный директор группы по борьбе с подростковым насилием Марджори Гилберг прокомментировала песню — по её словам, она рассказывает слушателям об опасностях абьюзивных отношений, если её правильно понять. Она посчитала, что поскольку популярная культура часто показывает то, что является социально приемлемым, люди могут легче воспринимать такое насилие. Она добавила: «Есть одна проблема — песня отражает мифы о домашнем насилии, которые приводят к обвинению жертвы». По её словам, жертв часто обвиняют в том, что она так же виновата, как её партнёр, но хочет, чтобы её любили, а не подвергали насилию. Феминистка Терри О’Нил раскритиковала строчку «But your temper's just as bad as mine is / You're the same as me», заявив, что это типичное оправдание, которое используют мужчины для агрессии. Она также отметила, что Рианна непреднамеренно прославляет домашнее насилие в песне, хотя хочет бороться с ним.

### Награды и признание
«Love the Way You Lie» вошла во многие списки лучших песен 2010 года. Клэр Саддат из журнала Time поместила её на пятое место своего топ-10: «То, что эта песня не показалась мне банальной и безвкусной, является свидетельством мастерства Эминема и Рианны». Радио AOL признало «Love the Way You Lie» лучшей хип-хоп песней 2010 года, назвав Эминема «творческим и страстным». Канал MTV поместил её на девятое место списка «25 лучших песен года» — Джеймс Монтгомери объяснил успех песни тематикой текста и тяжёлой личной жизнью обоих артистов. Он заключил: «Вы не сможете написать песню лучше, чем эта, так как именно подобные вещи происходят в реальности». Газета New York Post поставила «Love the Way You Lie» на второе место «210 лучших песен 2010 года». В апреле 2011 года трек замкнул сотню лучших песен Эминема по версии Complex. Композиция получила пять номинаций на «Грэмми» — «Запись года», «Песня года», «Лучшее музыкальное видео», «Лучшая рэп-песня» и «Лучшее исполнение мелодичного рэпа». На People’s Choice Awards песня победила в категориях «Любимая песня года» и «Любимый видеоклип».
| Год  | Церемония                    | Номинация                                                  | Результат |
| ---- | ---------------------------- | ---------------------------------------------------------- | --------- |
| 2010 | Teen Choice Awards           | Choice Music: Рэп/Хип-хоп песня                            | Победа    |
| 2010 | MTV Europe Music Awards      | Лучшая песня                                               | Номинация |
| 2010 | MTV Europe Music Awards      | Лучшее музыкальное видео                                   | Номинация |
| 2010 | Soul Train Music Awards      | Лучшая хип-хоп песня года                                  | Победа    |
| 2010 | People's Choice Awards       | Любимый видеоклип                                          | Победа    |
| 2010 | People's Choice Awards       | Любимая песня года                                         | Победа    |
| 2011 | BET Hip Hop Awards (2011)    | Лучшее хип-хоп видео                                       | Номинация |
| 2011 | BMI Pop Awards               | Award-Winning Song                                         | Победа    |
| 2011 | BMI Urban Awards             | Award-Winning Song                                         | Победа    |
| 2011 | NAACP Image Awards           | Лучшая коллаборация                                        | Номинация |
| 2011 | UK Music Video Awards        | Лучшее международное видео                                 | Номинация |
| 2011 | Barbados Music Awards        | Лучшая коллаборация                                        | Победа    |
| 2011 | NRJ Music Awards             | Chanson Internationale de l'Année (Зарубежная песня года)  | Номинация |
| 2011 | NRJ Music Awards             | Clip de l'Année (Клип года)                                | Номинация |
| 2011 | Грэмми                       | Запись года                                                | Номинация |
| 2011 | Грэмми                       | Песня года                                                 | Номинация |
| 2011 | Грэмми                       | Лучшая рэп-песня                                           | Номинация |
| 2011 | Грэмми                       | Лучшее исполнение мелодичного рэпа                         | Номинация |
| 2011 | Грэмми                       | Лучшее музыкальное видео                                   | Номинация |
| 2011 | Billboard Music Awards       | Лучшая песня Digital Songs                                 | Номинация |
| 2011 | Billboard Music Awards       | Лучшая песня Hot 100                                       | Номинация |
| 2011 | Billboard Music Awards       | Лучшая песня Radio Songs                                   | Номинация |
| 2011 | Billboard Music Awards       | Лучшая песня Rap Songs                                     | Победа    |
| 2011 | Billboard Music Awards       | Лучшая песня Streaming Songs (аудио)                       | Номинация |
| 2011 | Billboard Music Awards       | Лучшая песня Streaming Songs (видео)                       | Номинация |
| 2011 | MuchMusic Video Awards       | Лучшее видео международного исполнителя                    | Номинация |
| 2011 | MuchMusic Video Awards       | Самое просматриваемое видео на MuchMusic.com               | Номинация |
| 2011 | MuchMusic Video Awards       | Международное видео (выбор зрителя)                        | Номинация |
| 2011 | MTV Video Music Awards Japan | Лучшая коллаборация                                        | Победа    |
| 2011 | Detroit Music Awards         | Выдающийся национальный сингл                              | Номинация |
| 2011 | Detroit Music Awards         | Выдающееся видео / Большой бюджет (более 10 тыс. долларов) | Номинация |
| 2011 | MTV Video Music Awards       | Лучшая операторская работа                                 | Номинация |
| 2011 | MTV Video Music Awards       | Лучшая режиссура                                           | Номинация |
| 2011 | MTV Video Music Awards       | Лучшее мужское видео                                       | Номинация |
| 2011 | MTV Video Music Awards       | Лучшее видео с посланием                                   | Номинация |

## Коммерческий успех
«Love the Way You Lie» заняла первое место сразу в нескольких музыкальных чартах по всему миру. Так, в Billboard Hot 100 сингл дебютировал на втором месте, однако в течение семи недель с 31 июля по 11 сентября 2010 года он возглавлял чарт. Для Эминема это был четвёртый хит, возглавивший Hot 100, а для Рианны — седьмой. Кроме того, «Love the Way You Lie» возглавила Digital Songs. За неделю от 14 августа было продано более 300 тысяч цифровых копий сингла, что помогло поднять песню на второе место в чартах Radio Songs и Pop Songs. От 21 августа служба Broadcast Data Systems присудила синглу награду BDS Certified Award за достижение отметки в 50 тысяч прослушиваний на радио It topped the Pop Songs chart in the same issue,. В то же время, сингл возглавил Pop Songs, что для Эминема стало третьей песней номер один в данном чарте, а для Рианны — шестой. «Love the Way You Lie» также возглавила Rap Songs — для Эминема это первый раз за 10 лет с момента выхода «The Real Slim Shady», когда он возглавил данный чарт. С тиражом в 4 245 000 экземпляров, «Love the Way You Lie» стал третьим самым продаваемым синглом 2010 года в США. К октябрю 2013 года сингл разошёлся тиражом в шесть миллионов, а к октябрю 2015-го — в шесть с половиной.
Песня дебютировала в ARIA Charts 4 июля под четырнадцатым номером, однако три недели спустся она возглавила его и отстаивала вершину в течение шести недель. В общей сложности сингл продержался в австралийском чарте 38 недель. В Австрии «Love the Way You Lie» дебютировала на 31-м месте 2 июля и возглавила местный чарт 4 сентября. 4 марта 2011 года песня пропала с хит-парада Австрии, однако 26 августа она единожды появилась на 75-й строчке. Таким образом, она продержалась в чарте 47 недель. Во Франции же сингл тридцать недель был в чарте, где дебютировала и сразу достигла своего пика в виде третьего места 2 июля. В Южной Корее «Love the Way You Lie» стала третьей самой продаваемой песней от иностранного исполнителя с 1 200 653 скачиваний.
В UK Singles Chart «Love the Way You Lie» дебютировала на седьмой позиции 27 июня, и четыре недели спустя она достигла второй строчки. К концу года песня разошлась тиражом в 854 тысяч копий, что сделало её самой продаваемой песней года в Великобритании. Она также стала единственной песней, которая возглавила годовой чарт Великобритании, не возглавляя недельные чарты. В октябре 2011-го она стала 109-й песней, достигшей отметки в один миллион проданных экземпляров. К ноябрю следующего года сингл разошёлся тиражом в 1,05 миллиона, замкнув сотню The Million Sellers от The Official Charts Company. По состоянию на июнь 2015 года «Love the Way You Lie» был семнадцатым самым продаваемым синглом десятилетия в Великобритании. По данным IFPI, суммарно по всему миру тираж проданных экземпляров сингла составил 9,3 миллиона. В декабре 2011 года «Love the Way You Lie» признана самым продаваемым синглом Эминема.

## Видеоклип

### Съёмки

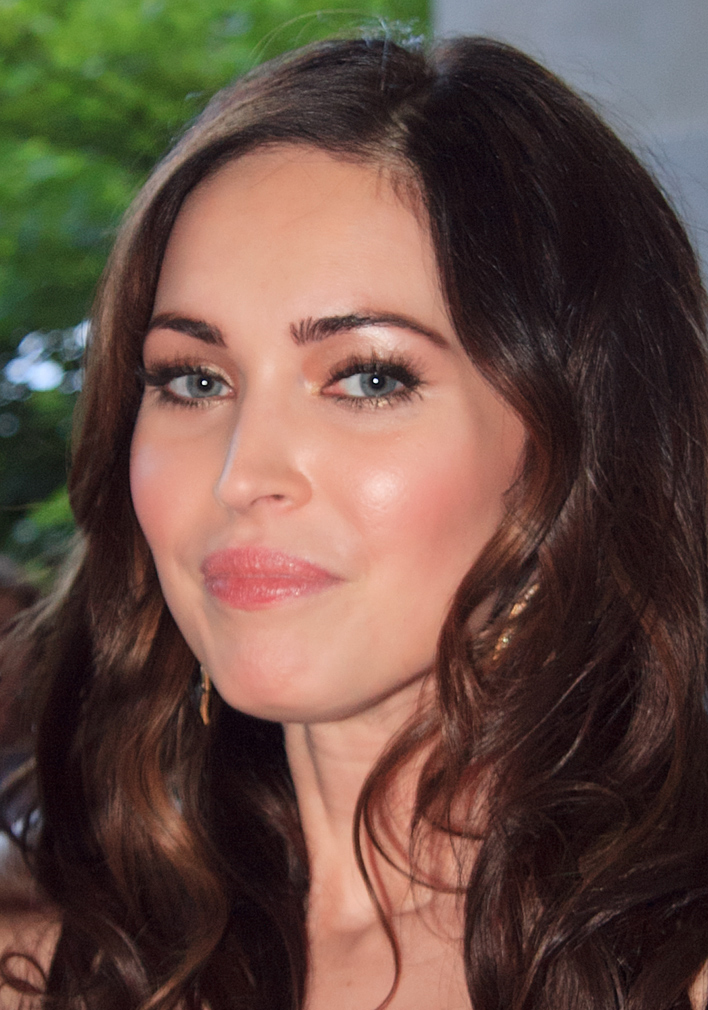
По словам Джозефа Кана, Меган Фокс была «ключом к созданию» клипа

Клип на «Love the Way You Lie» стал третьим в карьере Эминема, который снял клипмейкер Джозеф Кан. Несмотря на то, что Кан хотел снять полнометражный фильм и прекратить снимать поп-клипы, он решил поработать над «Love the Way You Lie» из-за актуальности поднятой темы в песне. Кроме того, для него это была возможность снять клип для Эминема без какого-либо комедийного содержания, в отличие от «Without Me» и «We Made You». Для съёмок Кан рассматривал британского актёра Доминика Монагана в качестве партнёра по съёмкам из-за его универсальности, что, по его мнению, помогло бы актёру сыграть антагониста. На роль девушки Монагана Кан пригласил Меган Фокс, хотя тот считал, что предложить ей сняться в клипе по началу казалось почти невозможным из-за её популярности. Но Фокс, будучи огромной поклонницей Эминема, согласилась без раздумий.
Пол Розенберг дал Кану всего один день на написание сценарию к клипу, который клипмейкер закончил за 45 минут. 20 июля он отснял сцены с участием Эминема и Рианны, а тремя днями позже — сцены с Фокс и Монаганом. Съёмки были завершены к 24 июля. В интервью журналу Vibe Кан сказал:
Мы хотели снять конкретную историю о двух людях, Мег и Доме, а не видео, которое было бы репрезентативным для всех пар или всех ситуаций домашнего насилия. Я не говорю, что все пары ссорятся именно так. Я просто хочу, чтобы все люди могли себя идентифицировать с показанными персонажами и признать, что они видели подобные отношения, когда вместе находятся два совершенно не подходящих друг другу человека, и всё выходит из-под контроля. Меган была ключом к созданию этого видео. Я скажу вам как режиссёр, причина, по которой сцены с [Фокс и Монаган] в клипе кажутся такими реальными, заключается в том, что в тот момент они были настоящими.Оригинальный текст (англ.)We wanted to make a specific story about two people—Meg and Dom—not a video that was representative of all couples or all domestic violence situations. I'm not saying that all couples fight this way. I just want people just to be able to identify with the characters and recognize that they've seen relationships like this where two people are together that are completely wrong for each other and things spiral out of control.... Megan was the key to this video.... I'll tell you as a director the reason why [Fox and Monaghan's] scenes in the video feel so real is because in the moment they were real.
Доминик Монаган в интервью MTV сказал, что, по его мнению, в клипе пара показана как Эминем и Кимберли Скотт. Продюсерами клипа выступили Кэти Ангстадт и Мэриэнн Танедо из HSI Productions. Незадолго до выхода клипа Эминем в прессе сообщил: «Мы с Джозефом довольно тесно сотрудничали, чтобы убедиться, что у нас всё получилось хорошо». Он также отметил, что сложная тема вылилась в «мощное» видео благодаря вкладу Рианны, Фокс и Монагана. Кроме того, Меган пожертвовала полученный за съёмки в клипе гонорар в приют для женщин, подвергшихся насилию. Официальная премьера клипа на YouTube-канале Vevo и на телеканале MTV 5 августа 2010 года.

### Сюжет

Кадр из клипа, в котором Эминем и Рианна стоят возле горящего дома

Клип начинается с поющей припев Рианны, стоящей возле горящего дома. В этот момент сцена чередуется с другой, в которой показывается девушка (Фокс), у которой огонь на ладонях. В следующей сцене она спит со своим любовником (Монаган) и резко просыпается. В это время, Эминем читает рэп в чистом поле, а персонаж Фокс нападает на своего возлюбленного из-за того, что увидела на его руке номер телефона и имя «Синди». Он безуспешно пытается её поцеловать и силой возвращает девушку к себе после того, как она предпринимает попытку уйти от него. Затем Монаган толкает её к стенке и целится в неё кулаком, пробив стену. После припев Рианны, в видео показывается, как пара впервые встретилась в «захудалом баре». Их свидание кончилось тем, что мужчина крадёт бутылку водки, и пара целуется на крыше.
В клипе также показаны сцены, в которых парень извиняется перед своей девушкой, а в другой он нападает на незнакомца, играющего с ней в бильярд. Перед третьим куплетом, Эминем появляется возле горящего дома вместе с Рианной. После показанных флешбэков, женщина возвращается домой и запирается в ванной, чтобы не пустить туда ожесточённого любовника. После третьего куплета показывается сцена, в которой огонь на её ладошках гаснет. Позже пламя охватывает Эминема и пару Фокс и Монагана, которая дерётся перед горящим домом. Видео заканчивается тем, что артисты смотрят на горящий дом, а пара остаётся вместе, демонстрируя самую первую сцену в постели.

### Отзывы критиков на клип
На момент выхода клип стал самым просматриваемым музыкальным видео за один день. Видео было неоднозначно встречено критиками, большинство из которых отмечали сцены домашнего насилия. Зои Чейс из NPR сочла клип «огорчительным», а портал AOL Music поместил его на пятое место топ-10 «самых противоречивых музыкальных клипов в поп-музыке». Исполнительный директор травматологического ресурсного центра Day One Стефани Нилва в интервью MTV News рассказала, что в видео поднимается «тема насилия на свиданиях среди молодёжи». Она похвалила точное изображение в клипе абьюзивных отношений и посчитала, что сила видео исходит из песен Эминема на тему насилия и нападок Криса Брауна на Рианну.
Рецензент с сайта Rap-Up посчитал видео реалистичным, поскольку «искусство имитирует жизнь». Конор Фридерсдорф из The Atlantic поситал, что показанное в клипе домашнее насилие «неточное» и «недостаточно правдоподобное», о чём свидетельствует отсутствие травмы после пробивания стены. Мариэль Консепсьон из Billboard предположил, что видео явно вдохновлено припевом композиции. Дэниел Крепс назвал облик Рианны в видео «особенно поразительным» и отметил явные отсылки на её отношения с Крисом Брауном. Редактор газеты The Boston Globe отметил, что несмотря на то, что видео «реалистично», оно мешает Рианне подавать пример женщинам, находящимся в жёстких отношениях. Билли Джонсон-младший из Yahoo! Music отметила, что личность персонажа Меган Фокс чередуется между уязвимой и конфронтационной, а персонаж Монагана похож на Эминема. Джозеф Кан после комментариев о том, что отношения Эминема и Рианны повлияли на клип, спрашивал, что понимают ли зрители, что это неправда. Он также сказал, что съёмочная группа осознавала личные проблемы, и показанные герои Фокс и Монагана значимы только друг для друга.
Некоторые рецензенты отметили актёрскую игру. Питер Гикас из E! News отметил, что Фокс и Монаган изображают «взрывоопасное поведение, которе трудно описать словами». Джаретт Визельман из The New York Post написал, что они играют «идеально и помогают сделать видео мощным». Уитни Пасторек из Entertainment Weekly сочла «жёсткую» игру «сексуально привлекательной», а Уилла Паскин из New York Magazine отметила, что «приквлекательность актёрского состава гипнотизирует зрителей». Паскин также отметила оттенки сепии в сценах горящего дома. Мэтью Уилкениг из AOL Radio прокомментировал, что видео оставляет зрителям самим решить, «хороший ли это клип», «хорошая или плохая ли вещь, из-за которой пара всегда в конечном итоге примеряется». Майки Фреш из Vibe отметил, что реакция Фокс в сцене, в которой Монаган пробил стенку, является «невероятным проявлением уязвимости». Бенджамин Саттон из журнала L Magazine сравнил сцену, в которой персонажей охватывает пламя, с персонажем Крисом Брэдли, которого Монаган играл в фильме «Люди Икс: Начало. Росомаха» 2009 года.
По состоянию на май 2024 год, клип на «Love the Way You Lie» входит в число 50 самых просматриваемых видео на YouTube, самым просматриваемым видео Эминема и самой просматриваемой рэп-песней — на текущий момент клип имеет более 2,8 миллиарда просмотров.

## Концертные исполнения
15 июня 2010 года Эминем и Рианна исполнили «Love the Way You Lie» на E3 2010 в Лос-Анджелесе в сопровождении барабанщика группы Blink-182 Трэвисом Баркером и Mr. Porter. 10 июля Эминем сольно исполнил песню на T in the Park в Шотландии, посвятив её «всем, у кого были испорченные отношения». Затем музыкант спел её на ежегоднем ирландском фестивале Oxegen. Джеймс Хендикотт из State написал, что рэпер «заполняет сцену», и что его вокал был «резким, полным пунша». Однако журналист раскритиковал отсутствие живой музыки и женского вокала, а также использование предварительно записанного бэк-трека. Имон Суини из Irish Independent назвал выступление Эминема лишь «слегка впечатляющим».
21 июля рэпер присоединился к Рианне в её туре Last Girl on Earth, где тот исполнил с ней «Love the Way You Lie» в Лос-Анджелесе. Затем дуэт выступил на MTV Video Music Awards 2010, где зрители признали их выступление самым лучшим на церемонии — оно набрало более 34 % голосов. Появление певицы было неожиданным, так как до выступления она заявляла, что не сможет принять участие из-за своего плотного графика. Несмотря на признание зрителей, Клэр Суддат из Time назвала их дуэт «скучным». Эминем также спел «Love the Way You Lie» без Рианны на «Боннару» для аудитории в почти 80 тыс. зрителей. По словам Джеймса Монтгомери из MTV, «что больше выделялось в выступлении Эминема, так это явное упорство, с которым он атаковал». Патрик Дойл из Rolling Stone написал: «Полуторачасовой сет Эминема был триумфальным. Рэпер буквально скакал на сцене, исполняя хит за хитом с энергией боксёра».
Эминем также исполнил «Love the Way You Lie» на второй день фестиваля Lollapalooza в Чикаго 6 августа 2011 года. Чтобы компенсировать отсутствие Рианны, зрители самостоятельно спели припев. Пит Леви из USA Today назвал шоу «трагическим потрясением», а Кэти Хэсти из HitFix добавила, что это демонстрирует конкуренцию между полами,. В первый день фестиваля V Festival Эминем и Рианна выступили в Стаффордшире. Джеймс Ланчо из The Telegraph назвал их выступление «впечатляющим», Крис Салмон из The Guardian — «захватывающим», а Рэйчел Тарли из Metro — лучшей частью вечера. Своей песней музыкант закрыл V Festival в Челмсфорде перед аудиторией в 120 тыс. человек. Репортёр International Business Times назвал их дуэт изюминкой шоу.

## Кавер-версии
Многие музыканты и коллективы исполнили различные кавер-версии на песню. Так, американский скрипач Эрик Стэнли сделал ремикс «Love the Way You Lie», отыгранный на скрипке. Кантри-группа The Band Perry исполнила песню на церемонии CMT Music Awards в июне 2011 года. Два месяца спустя солитска американской рок-группы The Pretty Reckless Тейлор Момсен исполнила кавер-версию на BBC Radio 1 вместе с песней инди-поп-группы «Islands». Вместе со своим гитаристом она сначала исполнила фрагмент «Islands», а потом припев «Love the Way You Lie». Британская певица Шер Ллойд исполнила свою кавер-версию в седьмом сезоне британской версии «X-Фактор». Комментируя её одиночное выступление, Мерни Гилмор из Daily Express отметила, что песня не «просто так исполнена дуэтом». В 2010 году российский гитарист Алексей Акимов записал «тяжёлый ремикс» на «Love the Way You Lie». Американская постхардкор-группа A Skylit Drive записала кавер для сборника Punk Goes Pop 4, выпущенного в ноябре 2011 года.
1 декабря 2012 года в корейской версии Saturday Night Live американо-корейский исполнитель Джей Пак исполнил пародийную версию под названием «Because I’m A Man», заработав для программы крайне высокие зрительские рейтинги. В шестом сезоне российской версии шоу «Голос. Дети» дочь певицы Алсу Микелла Абрамова исполнила «Love the Way You Lie» в финале и победила.

## «Продолжение»

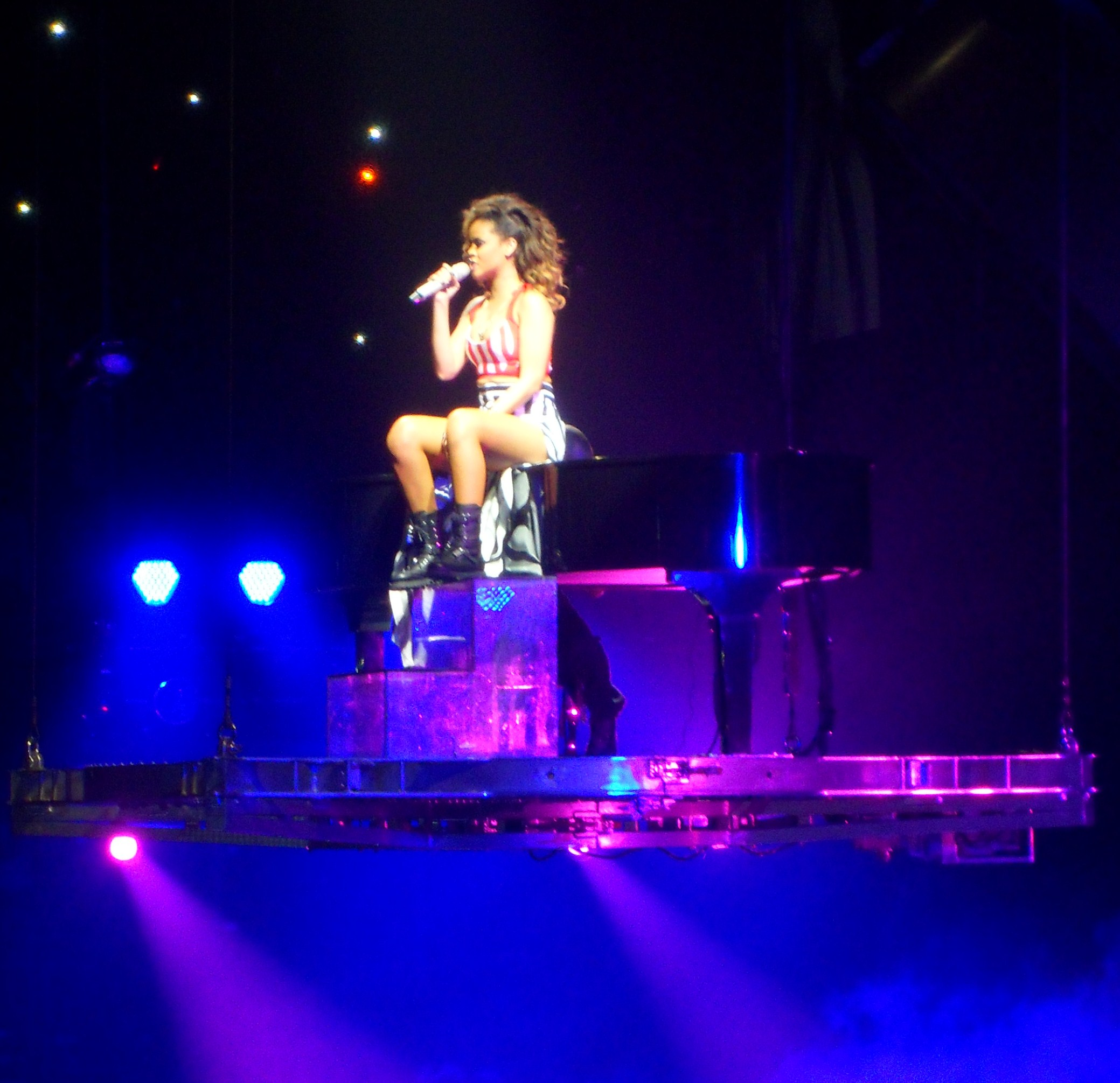
Рианна исполняет «Love the Way You Lie (Part II)» на The Loud Tour в Бирмингеме

3 ноября 2010 года в Интернете просочилась альтернативная версия «Love the Way You Lie», в которой Рианна является ведущим исполнителем, а Эминем — приглашённый гость. Песня основана на демозаписи Скайлар Грей и повествует о практически такой же ситуации, что и в оригинале, но от лица певицы. Рианна согласилась записать «продолжение», хотя считала, что «оригинал превзойти невозможно». Она также сказала, что в «сиквеле» будут в основном фортепиано и барабаны. Трек вышел 12 ноября 2010 года в альбоме Loud, где стал одиннадцатым и последним в списке композиций. В эксклюзивной версии этого альбома, доступной только на iTunes, в качестве бонус-трека была выпущена фортепианная версия песни, в которой, помимо новой аранжировки, также отсутствует куплет Эминема. Версия Скайлар Грей под названием «Love the Way You Lie (Part III)» вышла в альбомах 2012 и 2013 года The Buried Sessions of Skylar Grey и Don’t Look Down соответственно.
Рианна исполнила короткое попурри, состоящее из «Love the Way You Lie (Part II)», «Only Girl (In the World)» и «What’s My Name?» на American Music Awards 2010. На 53-й церемонии «Грэмми» артистка также исполнила попурри из «Love the Way You Lie (Part II)» и «I Need a Doctor». Томас Коннер из Chicago Sun-Times счёл трек «ненужным продожением», а вот рецензент BBC Джеймс Скиннер же посчитал, что «Love the Way You Lie (Part II)» «даже превосходит оригинал, а куплет Эминем источает ту непостоянную, кипящую угрозу, которая так волновала всех. А основой песни является властный, одухотворённый и уязвимый вокал Рианны».

## Список композиций
CD-сингл
| №                   | Название                                          | Автор(ы)                                                                  | Продюсер(ы)                                 | Длительность |
| ------------------- | ------------------------------------------------- | ------------------------------------------------------------------------- | ------------------------------------------- | ------------ |
| 1.                  | «Love the Way You Lie» (при уч. Рианны)           | Маршалл Мэтерс Скайлар Грей Alex da Kid                                   | Alex da Kid Макеба Риддик                   | 4:15         |
| 2.                  | «Not Afraid» (живое выступление на T in the Park) | Мэтерс Дрейк Купер Луис Ресто Мэтью Самуэльс Джордан Эванс Мэттью Бернетт | Boi-1da Джордан Эванс Мэттью Бернетт Эминем | 6:54         |
| Общая длительность: | Общая длительность:                               | Общая длительность:                                                       | Общая длительность:                         | 11:09        |

## Участники записи
- Эминем — микширование, автор песни, вокал
- Рианна — вокал
- Alex da Kid — мастеринг, микширование, продюсер, автор песни
- Скайлар Грей — автор песни
- Майк Стрэндж — сведение, звукорежиссёр
- Маркос Товар — звукорежиссёр
- Джо Стрэндж — помощник звукорежиссёра
- Джеймс Дарькин — помощник звукорежиссёра
- Макеба Риддик — продюсер (вокал)
- Дж. Брау — гитарист

Авторы приведены согласно буклету альбома Recovery.

## Позиции в чартах

### Еженедельные чарты
| Чарт (2010)                                 | Высшая позиция |
| ------------------------------------------- | -------------- |
| Австралия (ARIA)                            | 1              |
| Австрия (Ö3 Austria Top 40)                 | 1              |
| Бельгия/Фландрия (Ultratop 50)              | 1              |
| Бельгия/Валлония (Ultratop 50)              | 1              |
| Канада (Billboard Canadian Hot 100)         | 1              |
| СНГ (TopHit Airplay)                        | 6              |
| Чехия (Rádio — Top 100)                     | 2              |
| Дания (Tracklisten)                         | 1              |
| Европа (European Hot 100)                   | 1              |
| Финляндия (Suomen virallinen lista)         | 1              |
| Франция (SNEP)                              | 3              |
| Германия (GfK)                              | 1              |
| Венгрия (Rádiós Top 40)                     | 1              |
| Ирландия (IRMA)                             | 1              |
| Израиль (Media Forest)                      | 1              |
| Италия (FIMI)                               | 1              |
| Япония (Billboard Japan Hot 100)            | 55             |
| Люксембург (Billboard)                      | 1              |
| Нидерланды (Dutch Top 40)                   | 4              |
| Нидерланды (Single Top 100)                 | 5              |
| Новая Зеландия (Recorded Music NZ)          | 1              |
| Норвегия (VG-lista)                         | 1              |
| Польша (Polish Airplay Top 100)             | 1              |
| Польша (Video Chart)                        | 1              |
| Румыния (Romanian Top 100)                  | 1              |
| Румыния (Romanian Radio Airplay)            | 1              |
| Румыния (Romania TV Airplay)                | 1              |
| Россия (TopHit)                             | 78             |
| Шотландия (OCC Scotland)                    | 3              |
| Словакия (Rádio — Top 100)                  | 1              |
| Республика Корея (GAON International Chart) | 1              |
| Испания (PROMUSICAE)                        | 1              |
| Швеция (Sverigetopplistan)                  | 1              |
| Швейцария (Schweizer Hitparade)             | 1              |
| Великобритания (OCC UK Singles)             | 2              |
| Великобритания (OCC UK Hip Hop/R&B)         | 1              |
| Украина (TopHit)                            | 23             |
| США (Billboard Hot 100)                     | 1              |
| США (Billboard Adult Pop Airplay)           | 29             |
| США (Billboard Hot R&B/Hip-Hop Songs)       | 7              |
| США (Billboard Hot Latin Songs)             | 23             |
| США (Billboard Hot Rap Songs)               | 1              |
| США (Billboard Pop Airplay)                 | 1              |
| США (Billboard Rhythmic)                    | 1              |

| Чарт (2022—2023)           | Высшая позиция |
| -------------------------- | -------------- |
| Мир (Billboard Global 200) | 162            |

### Годовые чарты
| Чарт (2010)                                   | Позиция |
| --------------------------------------------- | ------- |
| Австралия (ARIA)                              | 1       |
| Австралия (ARIA Urban)                        | 1       |
| Австрия (Ö3 Austria Top 75)                   | 5       |
| Бельгия (Ultratop 50 Flanders)                | 21      |
| Бельгия (Ultratop 50 Wallonia)                | 11      |
| Канада (Canadian Hot 100)                     | 7       |
| Дания (Tracklisten)                           | 7       |
| Европа (European Hot 100)                     | 8       |
| Франция (SNEP)                                | 35      |
| Германия (Official German Charts)             | 11      |
| Венгрия (Rádiós Top 40)                       | 35      |
| Ирландия (IRMA)                               | 4       |
| Италия (FIMI)                                 | 20      |
| Нидерланды (Dutch Top 40)                     | 20      |
| Нидерланды (Single Top 100)                   | 16      |
| Новая Зеландия (Recorded Music NZ)            | 2       |
| Румыния (Romanian Top 100)                    | 26      |
| Россия (TopHit Airplay)                       | 39      |
| Республика Корея (Gaon International Singles) | 2       |
| Испания (PROMUSICAE)                          | 11      |
| Испания (PROMUSICAE Top 20 TV)                | 19      |
| Швеция (Sverigetopplistan)                    | 4       |
| Швейцария (Schweizer Hitparade)               | 3       |
| Великобритания (OCC Singles)                  | 1       |
| США (Billboard Hot 100)                       | 7       |
| США (Billboard Hot R&B/Hip-Hop Songs)         | 59      |
| США (Billboard Pop Songs)                     | 9       |
| США (Billboard Rhythmic)                      | 7       |

| Чарт (2011)                  | Позиция |
| ---------------------------- | ------- |
| Румыния (Romanian Top 100)   | 97      |
| Россия (TopHit Airplay)      | 151     |
| Испания (PROMUSICAE)         | 41      |
| Швеция (Sverigetopplistan)   | 37      |
| Украина (TopHit Airplay)     | 110     |
| Великобритания (OCC Singles) | 133     |

### Чарты по итогам десятилетия
| Чарт (2010—2019)                                 | Позиция |
| ------------------------------------------------ | ------- |
| Австралия (ARIA)                                 | 20      |
| Великобритания (Official Charts Company Singles) | 45      |
| США (Billboard Hot 100)                          | 46      |

### Итоговые чарты
| Чарт                                             | Позиция |
| ------------------------------------------------ | ------- |
| США (Billboard Hot 100 [1958—2018])              | 233     |
| Великобритания (Official Charts Company Singles) | 89      |

## Сертификации
| Страна | Статус         | Продажи    |
| --- | -------------- | ---------- |
| Австралия | 14× Платиновый | 35 000^    |
| Бельгия | Золотой        | 15 000^    |
| Великобритания | 4× Платиновый  | 2 400 000  |
| Дания | 2× Платиновый  | 180 000^   |
| Италия | 2× Платиновый  | 60 000     |
| Россия | 3× Платиновый  | 13 000 000 |
| США | 13× Платиновый | 600 000^   |
| ^ данные о поставках основаны только на сертификации; данные о продажах и стриминговых трансляциях основаны только на сертификации |                |            |